# Christian Georg Theodor Ruete

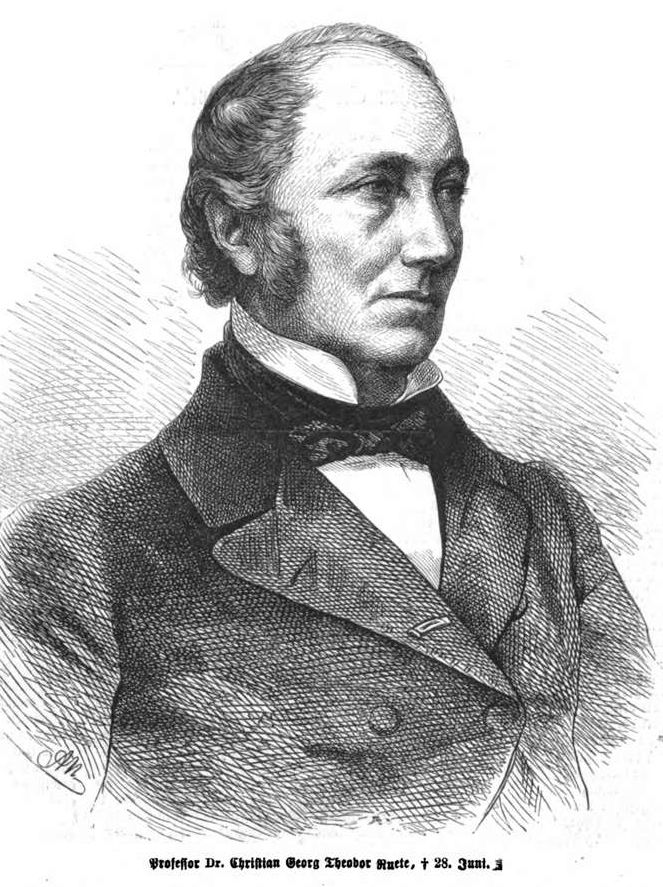
Christian Georg Theodor Ruete. Grafik von Adolf Neumann.

Christian Georg Theodor Ruete (* 2. Mai 1810 in Scharmbeck; † 23. Juni 1867 in Leipzig) war ein deutscher Professor der Medizin, Ophthalmologe und Sinnesphysiologe.

## Werdegang
Ruete besuchte die Domschule zu Verden, studierte von 1829 bis 1833 in Göttingen und arbeitete dann als Dozent an der dortigen Universität sowie als Assistent von Karl Gustav Himly. 1841 wurde er schließlich außerordentlicher, 1847 ordentlicher Professor für Augenheilkunde und Direktor der Klinik für Sinneskrankheiten in Göttingen. Mit seinem Freund, dem Mathematiker und Physiker Johann Benedict Listing erforschte er in Göttingen Gesetzmäßigkeiten der Augenbewegungen.
Im Jahr 1852 wurde er als erster ordentlicher Professor für Augenheilkunde an die Universität Leipzig berufen und besetzte damit zugleich den ersten ordentlichen Lehrstuhl für Augenheilkunde in Deutschland. Zugleich war er Direktor der Augenheilanstalt in Leipzig. Im akademischen Jahr 1863/64 fungierte er als Rektor der Universität.

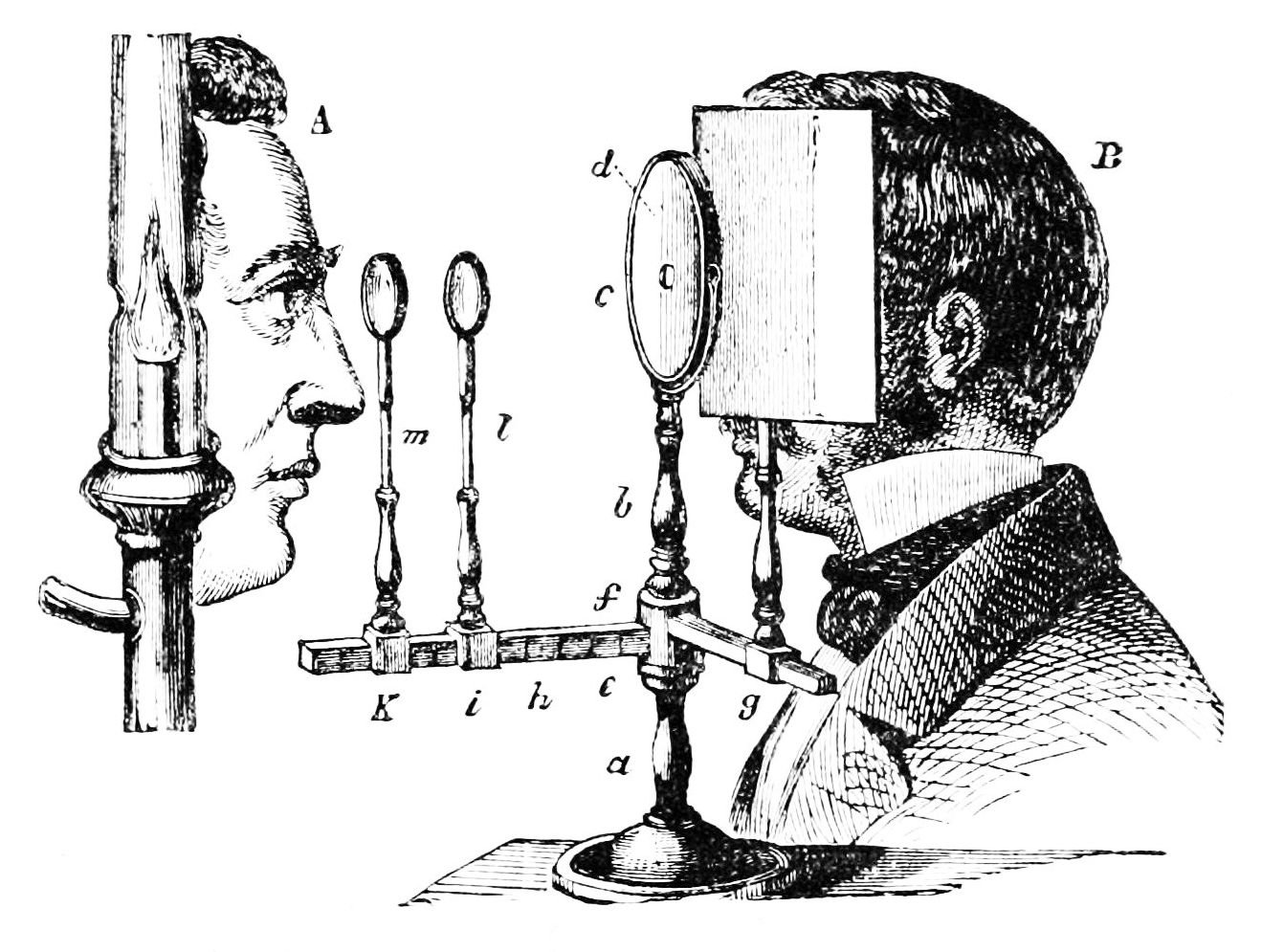
Augenspiegel nach Ruete

1852 erschien auch Ruetes, dem Leipziger Professor und Augenarzt Friedrich Philip Ritterich (1782–1866) zugeeignete Publikation, in der er die auf der Erfindung von Hermann von Helmholtz beruhende Entdeckung der Ophthalmoskopie im umgekehrten Bild mitteilte, womit er die Netzhaut und den Sehnerv mit der Zentralarterie sehen konnte. Die von Ruete als Lichtquelle eingeführten durchbohrten Hohlspiegel, welche von Liebreich und Saemisch weiterentwickelt wurden, waren eine entscheidende Verbesserung bei der Untersuchung des Augenhintergrundes mit dem Augenspiegel.
1865 wurde er zum Mitglied der Deutschen Akademie der Naturforscher Leopoldina gewählt.
Er starb 1867 an den Folgen eines Gehirnschlagflusses.
Das „Biographische Lexikon der hervorragenden Ärzte aller Zeiten und Völker“ schreibt über seine Lehre und Forschung:
„Ruete, wegen seines klaren und anziehenden Vortrages von seinen Schülern sehr geschätzt, hat seine wissenschaftliche und akademische Tätigkeit von Anfang an der Augenheilkunde, in Göttingen außerdem noch der allgemeinen Pathologie und Therapie, sowie speziell der Arzneimittellehre zugewendet. Er gehört zu den Gründern der Reform der Augenheilkunde. Von ihm rührt die Augenspiegelung im umgekehrten Bilde und die Erfindung eines neuen Ophthalmotrops her. Er brauchte zuerst das Wort ‚Übersichtigkeit‘.“

## Schriften (Auswahl)
- Lehrbuch der Ophthalmologie für Aerzte und Studierende. Braunschweig 1845.
- Die Anwendung der Physiologie auf die Augenheilkunde. In: R. Wagner (Hrsg.): Handwörterbuch der Physiologie. Band 3.2 (1846).
- Der Augenspiegel und das Optometer für practische Arzte. Verlag der Dieterichschen Buchhandlung, Göttingen 1852